# 本田富雄
本田 富雄（ほんだ とみお、1921年11月2日 - 2012年7月18日）は日本の政治家。安田町議、安田町議会副議長、安田町長（10期）、阿賀野市長（1期）を歴任した。

## 経歴
1921年11月2日、新潟県北蒲原郡安田町（現阿賀野市）に生まれる。1940年に旅順工科大学臨時附属技術員養成所鉱山科卒業した。卒業後、満州鉱業開発に入社した。1944年に応召され敗戦時は陸軍少尉だった。1955年、安田町議会議員に初当選した。1957年、安田町議会副議長に就任した。1961年、安田町助役に就任した。1967年5月、安田町長に就任した。1999年4月25日の町長選挙で新人を破って、9選を果たした。2003年4月27日の町長選挙で新人を破って、10選を果たした。

### 2004年阿賀野市長選挙
2004年4月1日に安田町が他の3町村と合併して発足した阿賀野市の市長選挙に立候補して、旧水原町長の五十嵐雄介を破って初当選した。
※当日有権者数：38,527人 最終投票率：81.78%（前回比：-pts）
| 候補者名   | 年齢 | 所属党派 | 新旧別 | 得票数   | 得票率 | 推薦・支持     |
| ---------- | ---- | -------- | ------ | -------- | ------ | -------------- |
| 本田富雄   | 82   | 無所属   | 新     | 17,574票 | 56.3%  | -              |
| 五十嵐雄介 | 67   | 無所属   | 新     | 13,643票 | 43.7%  | 民主党新潟県連 |

2006年2月27日、熊本県御所浦町長岡部鷹司の引退に伴い、全国最年長首長となった。2008年の市長選には立候補せず、同年4月24日の任期満了をもって市長を退任した。2012年7月18日に死去した。

## 栄典
- 1974年 - 紺綬褒章[1]
- 2008年 - 旭日中綬章[1][10]